# Бетел (Делавер)
Бетел (англ. Bethel) — місто (англ. town) в окрузі Сассекс штату Делавер США. Населення — 239 осіб (2020).

## Географія
Бетел розташований за координатами 38°34′14″ пн. ш. 75°37′10″ зх. д. / 38.57056° пн. ш. 75.61944° зх. д. (38.570559, -75.619378).  За даними Бюро перепису населення США в 2010 році місто мало площу 1,04 км², уся площа — суходіл.

## Демографія
Згідно з переписом 2010 року, у місті мешкала 171 особа в 76 домогосподарствах у складі 55 родин. Густота населення становила 165 осіб/км².  Було 103 помешкання (99/км²).
Расовий склад населення:
| - 94,7 % — білих - 3,5 % — чорних або афроамериканців - 0,6 % — азіатів - 0,0 % — осіб інших рас |

До двох чи більше рас належало 1,2 %. Частка іспаномовних становила 1,8 % від усіх жителів.
За віковим діапазоном населення розподілялося таким чином: 19,9 % — особи молодші 18 років, 56,1 % — особи у віці 18—64 років, 24,0 % — особи у віці 65 років та старші. Медіана віку мешканця становила 48,5 року. На 100 осіб жіночої статі у місті припадало 94,3 чоловіків;  на 100 жінок у віці від 18 років та старших — 98,6 чоловіків також старших 18 років.
Середній дохід на одне домашнє господарство  становив 74 890 доларів США (медіана — 65 417), а середній дохід на одну сім'ю — 86 898 доларів (медіана — 74 063). За межею бідності перебувало 4,1 % осіб, у тому числі 13,6 % дітей у віці до 18 років та 0,0 % осіб у віці 65 років та старших.
Цивільне працевлаштоване населення становило 71 осіб. Основні галузі зайнятості: освіта, охорона здоров'я та соціальна допомога — 19,7 %, роздрібна торгівля — 16,9 %, фінанси, страхування та нерухомість — 16,9 %.